# Arpad Sterbik
Árpád Sterbik [em sérvio:  Арпад Штербик, Arpad Šterbik] (Senta-Sérvia, 20 de Novembro de 1979) é um famoso arqueiro de  handball Iugoslavo.
Em 2005 foi eleito o melhor jogador do mundo pela IHF. Foi o primeiro goleiro a lograr este prêmio.
Adquiriu a cidadania espanhola em Janeiro de 2008. Desde então atua pela seleção espanhola.
Aponsentou em 7/abril/2020

## Clubes
- ?? - 2001 - RK Jugović
- 2001-2004 - MKB Veszprém KC
- 2004-2011 BM Ciudad Real
- 2011-atualmente Athletic Madrid

## Conquistas

### Prêmios Individuais
- Melhor Jogador do Campeonato Hungaro: 2002
- Melhor Goleiro do Campeonato Mundial: 2005
- Melhor Jogador do Mundo pela IHF: 2005
- Melhor Goleiro da Liga ASOBAL: 2006
- Melhor Goleiro da Liga ASOBAL: 2006
- Melhor Goleiro da Liga ASOBAL: 2007
- Melhor Goleiro da Liga ASOBAL: 2008
- Melhor Goleiro da Liga ASOBAL: 2009
- Melhor Goleiro da Liga ASOBAL: 2010

### Por Seleções

#### Com a Seleção Iugoslava
- Medalha de Prata Campeonato Europeu Junior de Handball: 1998
- Medalha de Ouro Campeonato Mundial Universitário: 1999
- Medalha de Bronze Campeonato Mundial: 1999
- Medalha de Bronze Campeonato Mundial: 2001

#### Com a Seleção Espanhola
- Medalha de Bronze Campeonato Mundial: 2011
- Medalha de Ouro Campeonato Europeu: 2018

### Por Clubes

#### Com o BM Atlético de Madrid
- Supercopa de Espanha: 2011
- Com Vardar
- EHF Champions League: 2017